# 植松斎永
植松 斎永（うえまつ ゆえい、9月5日 - ）は、コナミアミューズメント所属のゲームミュージックの作曲家、同社の商品PR部 部長。血液型A型。

## 概要
「Yuei」名義で『GuitarFreaks』（以下GF）&『DrumMania』（以下DM）シリーズをメインとして楽曲を提供するほか、レコーディング・エンジニアとしても活動している。Handsome JET Projectのメンバー。またS-Dynamites（泉陸奥彦、ショッチョー）及びピンクカプセル（石坂久美子、あさき、肥塚良彦）のメンバーでもある。GuitarFreaks XG及びDrumMania XGでのサウンドディレクターを経て、現在はサウンドマネージャーを務めている。
BEMANIシリーズ公式サイト上のWEBラジオ、「BEMANI Backstage」のメインパーソナリティを務めている。
Mリーグ2022-23シーズンより、チームKONAMI麻雀格闘倶楽部の代表を務める。

## 手がけた楽曲
- MIDNIGHT SPECIAL （GF3） - Love machineguns名義（作曲）
- ヘリコプター （GF10&DM9） - ピンクカプセル名義 ※収録当初は石坂久美子名義（作曲）
- こたつとみかん （GF11&DM10） - ピンクカプセル名義（作曲）
- ひとりぼっち （GFV&DMV） - ピンクカプセル名義（作曲）
- Destructive Wave （GFV&DMV） - S-Dynamites名義（泉陸奥彦・ショッチョーとの共作）
- No Hesitation （家庭用GFV2&DMV2） - Thomas Howard Lichtenstein名義

### 演奏参加
- Out of breath （GF9&DM8） - Thomas Howard Lichtenstein名義（コーラス）
- WILD RIDE(Hi Gain Version)（『GF&DM INSTRUMENTAL COLLECTION』収録） - 作曲:中村康三（ギター演奏(ソロパート3番目)）
- ACROSS THE NIGHTMARE(Festival Version)（『GF&DM BEST TRACKS』収録） - 作曲:Jimmy Weckl（ギター演奏(ソロパート3番目)）
- クリーンクリーン（GFXG&DMXG）-ブラックカプセル名義 作曲:96（ギター演奏、その他）